# 構造ゲノミクス
構造ゲノミクス（こうぞうゲノミクス、英語：structural genomics、構造ゲノム学とも）とは、与えられた生体の全タンパク質の三次元構造を解明する生命科学の一分野。X線結晶構造解析や核磁気共鳴分光法などの実験的方法や、ホモロジーモデリング（相同性モデリング）などの計算論的アプローチによって決定を行う。
これまでの構造生物学と違い、構造ゲノミクスにおけるタンパク質構造決定は、タンパク質の機能が全く判明していない段階で決定されることが多い。このため、構造ゲノミクスの結果は構造バイオインフォマティクスに、タンパク質の三次元構造から機能を決定する新たな課題を提起する。
構造ゲノミクスの重要な側面として、タンパク質構造の大量決定が重要な点となる。これは構造ゲノミクスの専門施設で行われる。
ほとんどの構造生物学者が個々のタンパク質やタンパク質群の構造を探究するのに対し、構造ゲノム学の専門家はゲノム規模でタンパク質の構造を探究する。このため大量のクローニングや発現、精製が必要となる。このアプローチの主な利点に規模の経済、つまり大量生産による単価の低減がある。一方、この手法で決定された構造の科学的価値に疑問の声が挙がることもある。2006年1月、サイエンス誌に構造ゲノミクスを分析した記事が掲載された。

### 構造ゲノミクスセンター
- Structural Genomics Consortium
- Protein Structure Initiative
- Northeast Structural Genomics Consortium
- The Midwest Center for Structural Genomics
- Berkeley Structural Genomics Center
- Center for Eukaryotic Structural Genomics
- Yeast Structural Genomics (Genomique Structurale de la levure)
- RIKEN Structural Genomics/Proteomics Initiative
- Structural Genomics of Pathogenic Protozoa
- The Joint Center for Structural Genomics
- Mycobacterium tuberculosis Structural Genomics Consortium
- New York Structural Genomics Research Consortium (NYSGRC)
- NJCST Initiative in Structural Genomics and Bioinformatics
- Structural Genomics at Brookhaven Natl. Labs
- Structure to Function Pilot Project: CARB
- The Southeast Collaboratory for Structural Genomics
- Toronto Structural Proteomics Consortium
- Protein Structure Factory
- Oxford Protein Production Facility
- Structural Proteomics in Europe SPINE